# Eccoptopsis
Eccoptopsis es un género de insecto coleóptero de la familia Chrysomelidae.

## Especies
Las especies de este género son:
- Eccoptopsis antennata (Jacoby, 1892)
- Eccoptopsis argentinensis Blake, 1966
- Eccoptopsis boliviensis Blake, 1966
- Eccoptopsis cavifrons (Jacoby, 1887)
- Eccoptopsis clara Blake, 1966
- Eccoptopsis costaricensis Blake, 1966
- Eccoptopsis cyanocosmesa (Blake, 1966)
- Eccoptopsis denticornis (Jacoby, 1887)
- Eccoptopsis laticollis Blake, 1966
- Eccoptopsis mexicana Blake, 1966
- Eccoptopsis piceofasciata (Blake, 1966)
- Eccoptopsis quadrimaculata Blake, 1966